# Henn
Henn ist ein deutscher Familienname.

## Namensträger
- Alexander Henn (Abt) (1643–1698), deutscher Geistlicher, Abt von St. Maximin
- Alexander Henn (Religionswissenschaftler) (* 1952), deutscher Religionswissenschaftler
- Alfred Gottlieb Maria Henn von Henneberg (1867–1945), deutscher Offizier und Sammler, siehe Alfred von Henneberg
- Aloys Henn (1902–1988), deutscher Verleger und Politiker (CDU)
- Astrid Henn, deutsche Illustratorin
- Bernd Henn (* 1946), deutscher Politiker (SPD, PDS, Die Linke)
- Bernhart Henn (1817–1865), US-amerikanischer Politiker
- Boris Henn (* 1967), deutscher Moderator, Journalist und Fernsehproduzent
- Carrie Henn (* 1976), US-amerikanische Schauspielerin
- Carsten Sebastian Henn (* 1973), deutscher Publizist
- Christian Henn (* 1964), deutscher Radrennfahrer
- Dirk Henn (* 1960), deutscher Spieleautor
- Dominik Henn (* 1976), deutscher Musiker
- Ernst Henn (1909–1945), deutscher Geistlicher und Widerstandskämpfer
- Fritz Henn (Musikpädagoge) (1901–1984), deutscher Musikpädagoge
- Fritz Henn (Mediziner) (* 1941), US-amerikanischer Psychiater
- Guido Henn (* 1970), deutscher Dirigent, Komponist und Arrangeur
- Gunter Henn (* 1947), deutscher Architekt, Bauingenieur und Hochschullehrer
- Hans Henn (Politiker) (1899–1958), deutscher Politiker (FDP, FVP, DP)
- Hans Henn (Bobfahrer) (1926–1993), deutscher Bobfahrer
- Hans-Werner Henn (* 1954), deutscher Mathematiker und Hochschullehrer
- Heinz Henn (* 1955), deutscher Musikunternehmer
- Heidtrud Henn (* 1962), deutsche Politikerin
- Johann Ernst Joseph Henn von Henneberg (1766–1805), deutscher Verwaltungsbeamter, Landrat von Grottkau
- Johannes Henn (* 1980), deutscher Physiker
- Jürgen Henn (* 1987), estnischer Fußballspieler und -trainer
- Karl Henn (1917–2007), deutscher Jurist
- Kristina Magdalena Henn (* 1977), deutsche Autorin
- Marianne Henn (* 1944), kanadische Germanistin
- Matthias Henn (* 1985), deutscher Fußballspieler
- Preston Henn (1931–2017), US-amerikanischer Automobilrennfahrer und Unternehmer
- Rolf Henn (* 1956), deutscher Karikaturist
- Rudolf Henn (Bildhauer) (auch Rudolph Henn; 1880–1955), deutsch-amerikanischer Bildhauer
- Rudolf Henn (Ökonom) (1922–1989), deutscher Wirtschaftswissenschaftler
- Sean Henn (* 1981), US-amerikanischer Baseballspieler
- Sebastian Henn (* 1977), deutscher Wirtschaftsgeograph
- Simone Henn (* 1977), deutsche Schauspielerin
- Ulrich Henn (1925–2014), deutscher Bildhauer
- Volker Henn (* 1942), deutscher Historiker und Hochschullehrer
- Walter Henn (Architekt) (1912–2006), deutscher Architekt, Bauingenieur und Hochschullehrer
- Walter Henn (Politiker) (1927–2004), deutscher Politiker (FDP/DPS)
- Walter Henn (Regisseur) (1931–1963), deutscher Regisseur und Drehbuchautor
- Wilhelm Henn (1892–1986), deutscher Politiker (CDU)
- Wilhelm Henn (Abt) (1659–1727), deutscher Benediktiner, Abt von St. Matthias
- Wolfram Henn (* 1961), deutscher Humangenetiker und Medizinethiker